# Bagamoyo
Bagamoyo ist eine Stadt an der Küste des Indischen Ozeans und zählt zu den ältesten Orten im ostafrikanischen Staat Tansania. Die Gründung reicht bis ins 8.–9. Jahrhundert zurück. Bagamoyo war die erste Hauptstadt von Deutsch-Ostafrika und einer der bedeutendsten Handelshäfen an der ostafrikanischen Küste. Bagamoyo ist eine Stadt mit gegenwärtig ca. 35.000 Einwohnern (Stand 1. Januar 2005) und Hauptstadt des Distriktes Bagamoyo. Da Bagamoyo offiziell noch nicht als Stadt anerkannt ist, verfügt der Ort noch über keine eigene Stadtverwaltung, sondern wird vom District verwaltet. Bagamoyo wurde von der tansanischen Regierung mit seinen historischen Bauwerken als Teil eines neuen Weltkulturerbes „Ostafrikanische Sklaven- und Handelsroute“ vorgeschlagen.

## Lage
Bagamoyo liegt auf 6° 26’ 24" südlicher Breite und 38° 53’ 24" östlicher Länge. Die Stadt liegt 75 km nördlich von Daressalam an der Westküste des Indischen Ozean gegenüber der Insel Sansibar. Nach Norden erstreckt sich der Küstenstreifen Nunge.

## Geschichte

Ansicht zur deutschen Kolonialzeit, vor 1910

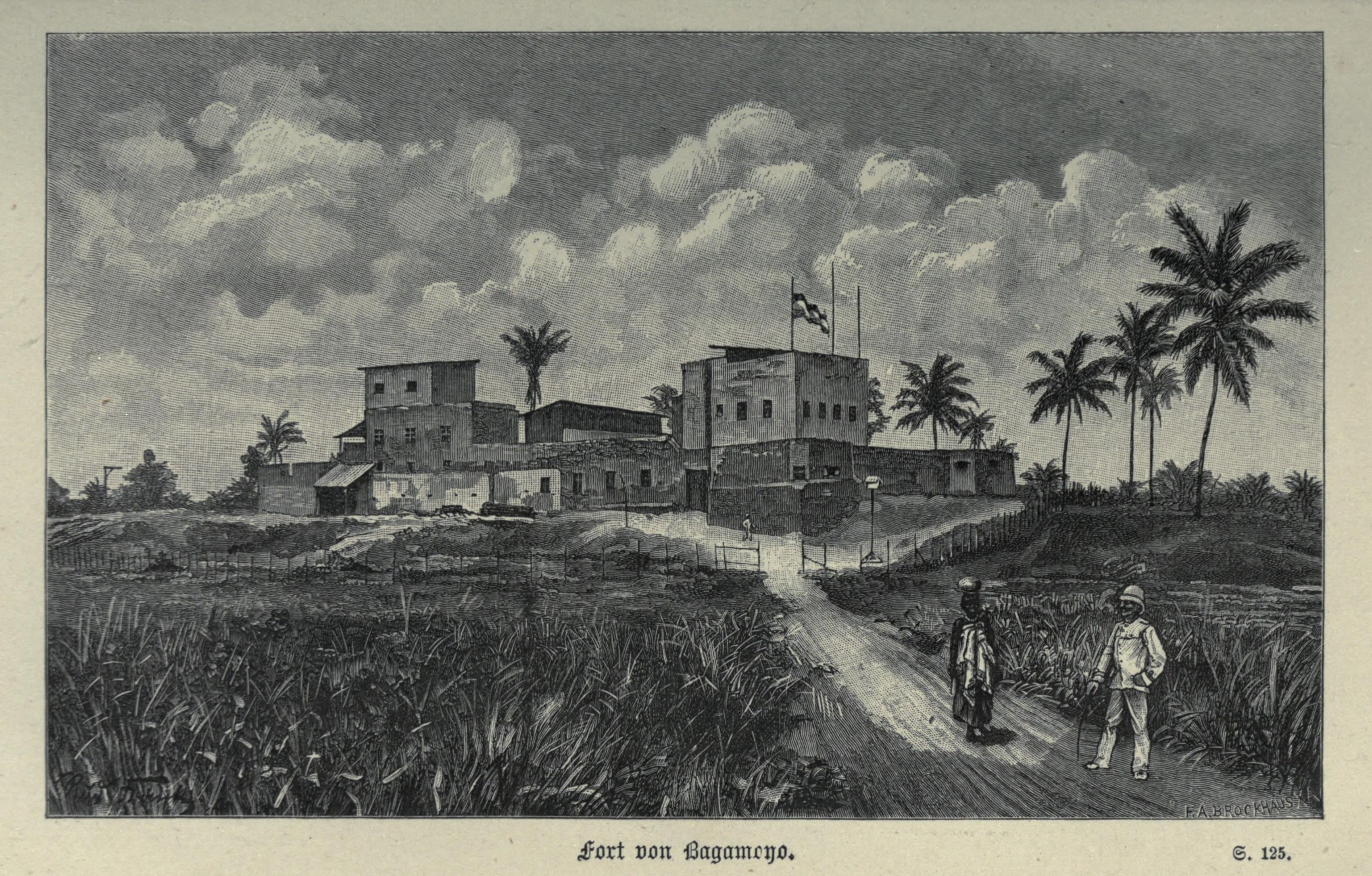
Fort zur deutschen Kolonialzeit

Die Geschichte von Bagamoyo ist vor allem durch Händler aus Persien, Arabien und dem heute indisch-pakistanischen Raum, sowie durch christliche Missionare und Entdecker und durch die deutsche und englische Kolonialherrschaft beeinflusst worden.
Bereits im 8.–9. Jahrhundert haben sich in der Gegend um Bagamoyo aus Persien stammende Shirazi niedergelassen, denen im 14. Jahrhundert – nach der Eroberung des Staates Shiraz durch die Mongolen (1362) weitere folgten. Die Kaole-Ruinen rund 5 km südlich von Bagamoyo, mit Überresten von zwei Moscheen und einigen Grabstätten, lassen sich auf das 13. Jahrhundert zurückdatieren und zeigen die Bedeutung des Islam in dieser Region schon zu frühen geschichtlichen Zeiten.
Bis zur Mitte des 18. Jahrhunderts war Bagamoyo ein kleiner unbedeutender Handelsort, in dem Fisch, Salz und Baumharze gehandelt wurden, die Bevölkerung aber vorwiegend aus Fischern und Kleinbauern bestand. Ende des 18. Jahrhunderts wurde es Handelshafen für Elfenbein und Sklaven, die vom Hinterland aus den Regionen um Morogoro, den Tanganjikasee und Usambara herangeschafft und auf Boote nach Sansibar umgeladen wurden. Dies erklärt auch den heutigen Namen der Siedlung, denn Bagamoyo („Bwaga-Moyo“) bedeutet „Leg dein Herz nieder“ auf Swahili, weil die Sklaven, die auf Dhaus nach Sansibar verschleppt wurden, ihre Heimat niemals wiedersahen.
Als im Jahr 1840 der Sultan von Oman, Said ibn Sultan, seine Hauptstadt von Maskat nach Sansibar verlegte, wurde Bagamoyo das Tor der Araber zum Landesinnern. 1873 wurde der Sklavenhandel offiziell abgeschafft, blieb aber faktisch bis zum Jahrhundertwechsel bestehen.
Im Jahr 1868 überließen die Muslime von Bagamoyo den Heilig-Geist-Vätern Land für die Errichtung einer Mission im Norden der Stadt, der ersten katholischen Missionsstation in Ostafrika. Dies geschah gegen den Widerstand der einheimischen Zaramo-Bevölkerung, der nach Intervention des französischen Konsul von Sansibar aber zuerst von Sultan Madschid bin Said und nach 1870 vom Sultan Bargasch niedergeschlagen wurde. Ursprünglich diente die Mission als Zuflucht für Kinder, die der Sklaverei entkommen waren; es entstanden jedoch bald eine Kirche, eine Schule, Werkstätten und landwirtschaftliche Einrichtungen.
Bagamoyo war jedoch nicht nur Handelszentrum für Sklaven, Elfenbein und Kopra, sondern auch Ausgangspunkt für Expeditionen angesehener europäischer Forscher. Von Bagamoyo aus machten sie sich auf die Suche nach den Quellen des Nil und erforschten Afrikas Binnenseen. Zu ihnen gehörten zum Beispiel David Livingstone, Richard Francis Burton, John Hanning Speke, Henry Morton Stanley, Franz Stuhlmann, August Schynse und Emin Pascha, James Augustus Grant und Friedrich Bohndorff.
In den Jahren 1888 bis 1891 war Bagamoyo Hauptstadt von Deutsch-Ostafrika, ehe der Sitz der Zentralverwaltung aufgrund des tieferen Hafens nach Daressalam verlegt wurde. Bagamoyo blieb Sitz einer Bezirksverwaltung. Die deutsche Kolonialzeit Bagamoyos endete 1916 nach dem Einmarsch britischer Truppen im Zuge des Ersten Weltkrieges.

## Wirtschaft und Infrastruktur

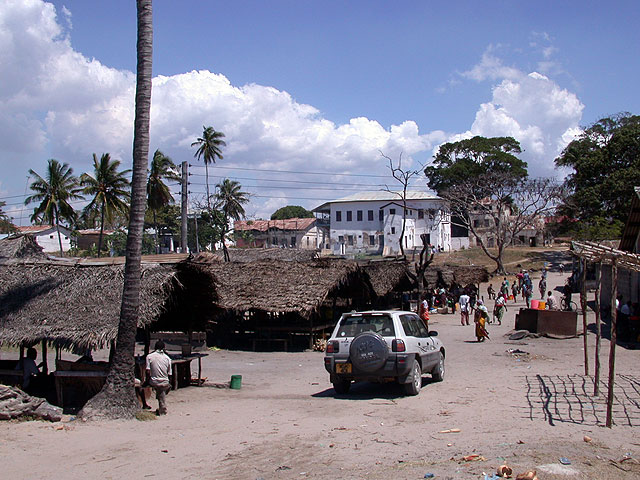
Fischmarkt am Strand

Heute lebt Bagamoyo überwiegend vom Fischfang und von der Landwirtschaft. Dhau-Segelboote werden am Strand noch auf traditionelle Weise hergestellt. Die oberste Denkmalbehörde von Tansania hat Maßnahmen eingeleitet, die Baudenkmäler in und um Bagamoyo zu erhalten und die Stadt neu zu beleben. International bekannt ist heute das Bagamoyo Arts and Cultural Institute („Chuo cha Sanaa“), an dem traditionelle tansanische Kunst, Tanz, Schauspiel und Musik gelehrt werden. Von Daressalam nach Bagamoyo wurde eine neue Straße gebaut. Viele neue Hotels stehen nicht nur Touristen für einen Strandurlaub, sondern auch für Tagungen zur Verfügung. Aus der deutschen Kolonialzeit sind die ehemalige Bezirksamtsverwaltung (Boma), ein Krankenhaus, eine Schule und ein Soldatenfriedhof erhalten.
Im März 2013 wurde von der Regierung Tansanias ein Vertrag mit der Volksrepublik China unterzeichnet, welche den Bau eines Großhafens und einer angrenzenden Sonderwirtschaftszone für 10 Milliarden US-Dollar plant. Nach jahrelangen Verzögerungen, die unter anderem mit „ausbeuterischen“ Vertragsbedingungen begründet wurden, verkündete die Tanzania Ports Authority im September 2022 die Realisierung des Projekts mit mehreren multinationalen Firmen ab 2023.

## Freundeskreis Bagamoyo e. V.
Seit 1993 unterhält der vor allem durch Mitglieder und Sponsoren finanzierte Freundeskreis Bagamoyo e. V. mit Sitz in Ahlen entwicklungsbezogene und kulturelle Beziehungen mit Bagamoyo und seinem College of Arts. So haben unter anderem Ärzte, Künstler, Lehrkräfte und Schulklassen aus Ahlen und Umgebung mit Hilfe des Freundeskreises zahlreiche Reisen, Entwicklungsprojekte wie den Bau von Schulgebäuden und Krankenstationen und gemeinsame Kulturprojekte durchgeführt. Im Jahr 2008 wurde der Freundeskreis Bagamoyo e. V. mit dem Sonderpreis der Landesregierung NRW "für innovative und besonders ausgefallene Ideen und Konzepte" ausgezeichnet. Mit finanzieller Unterstützung der Bundesregierung entstand hieraus weiterhin im Jahr 2013 eine Städtefreundschaft Ahlen-Bagamoyo.
Für den 4. Juni 2023 wurde eine Jubiläumsveranstaltung anlässlich des 30-jährigen Bestehens des Freundeskreises unter Mitwirkung der Bundesministerin Svenja Schulze, des Ahlener Bürgermeisters, des Direktors des Bagamoyo College of Arts und des Botschafters der Republik Tansania sowie zahlreicher Gäste angekündigt. Weitere Gäste sind der aus einer tansanischen Familie stammende Berliner Kultursenator Joe Chialo, Musiker und Künstler aus Deutschland und Tansania.

## Bildergalerie

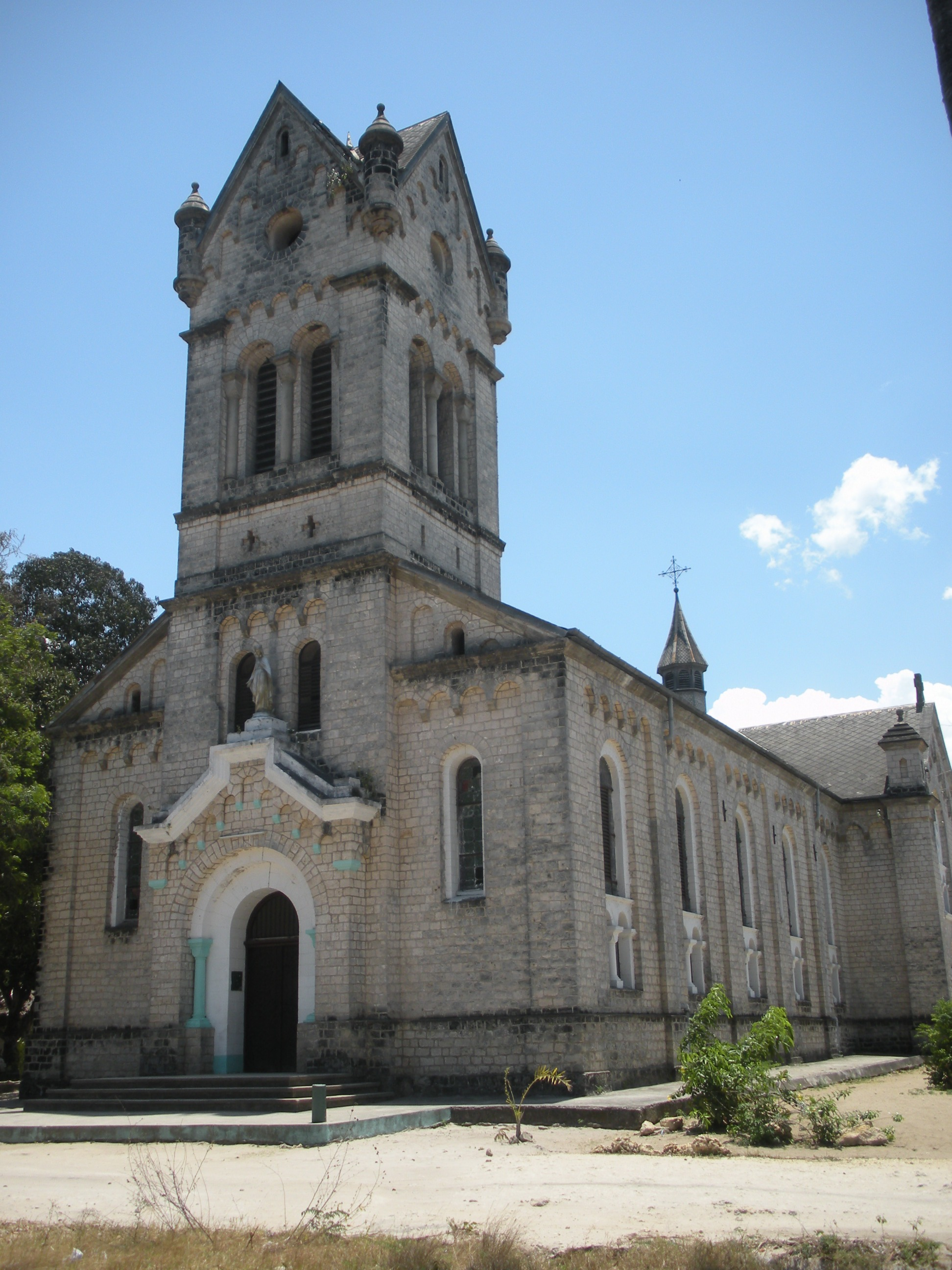
Kirche
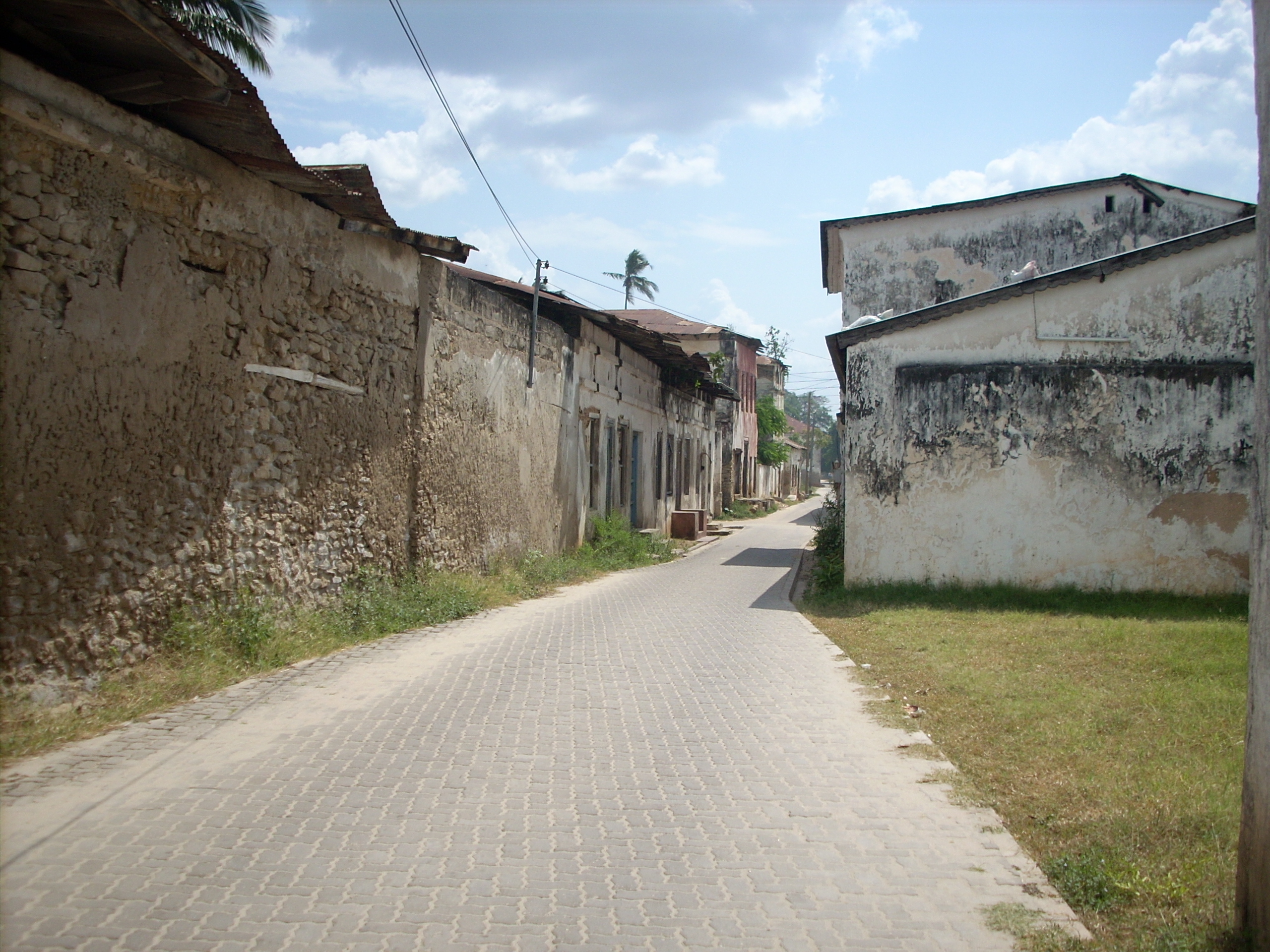
Kaiser-Straße (2007)
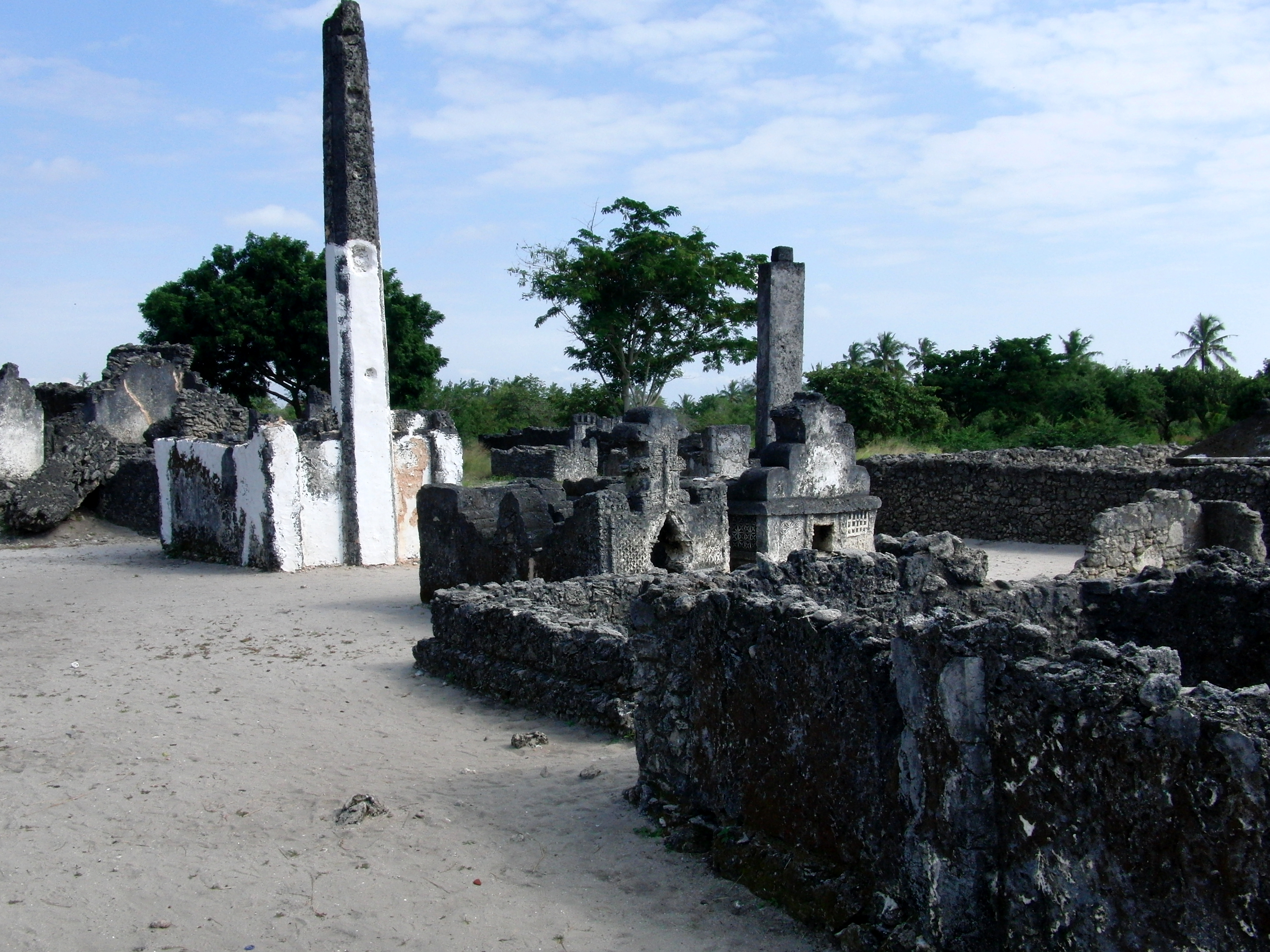
Moschee und einige Gräber in den nahe gelegenen Kaole-Ruinen
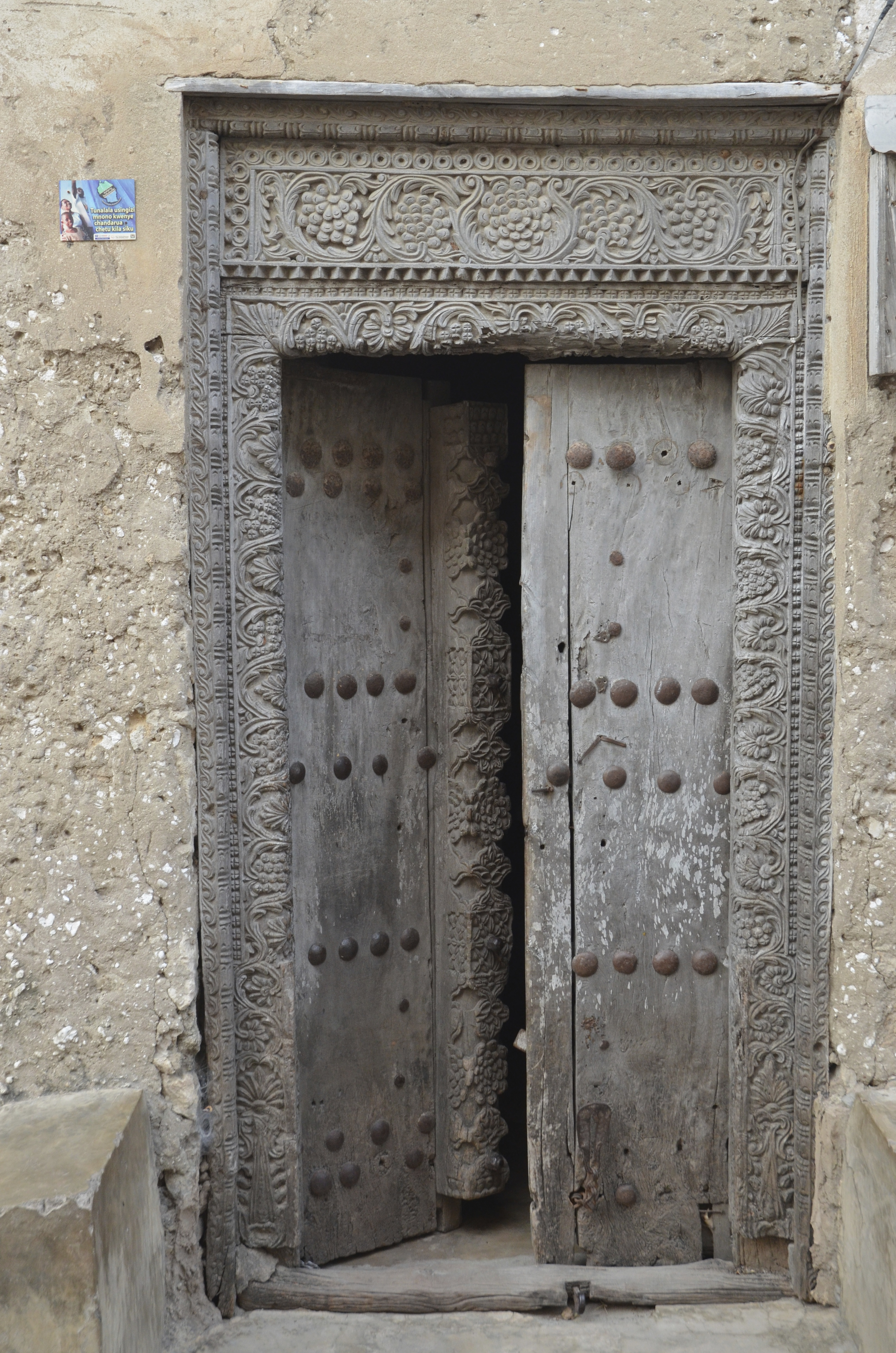
„Sansibar-Tür“
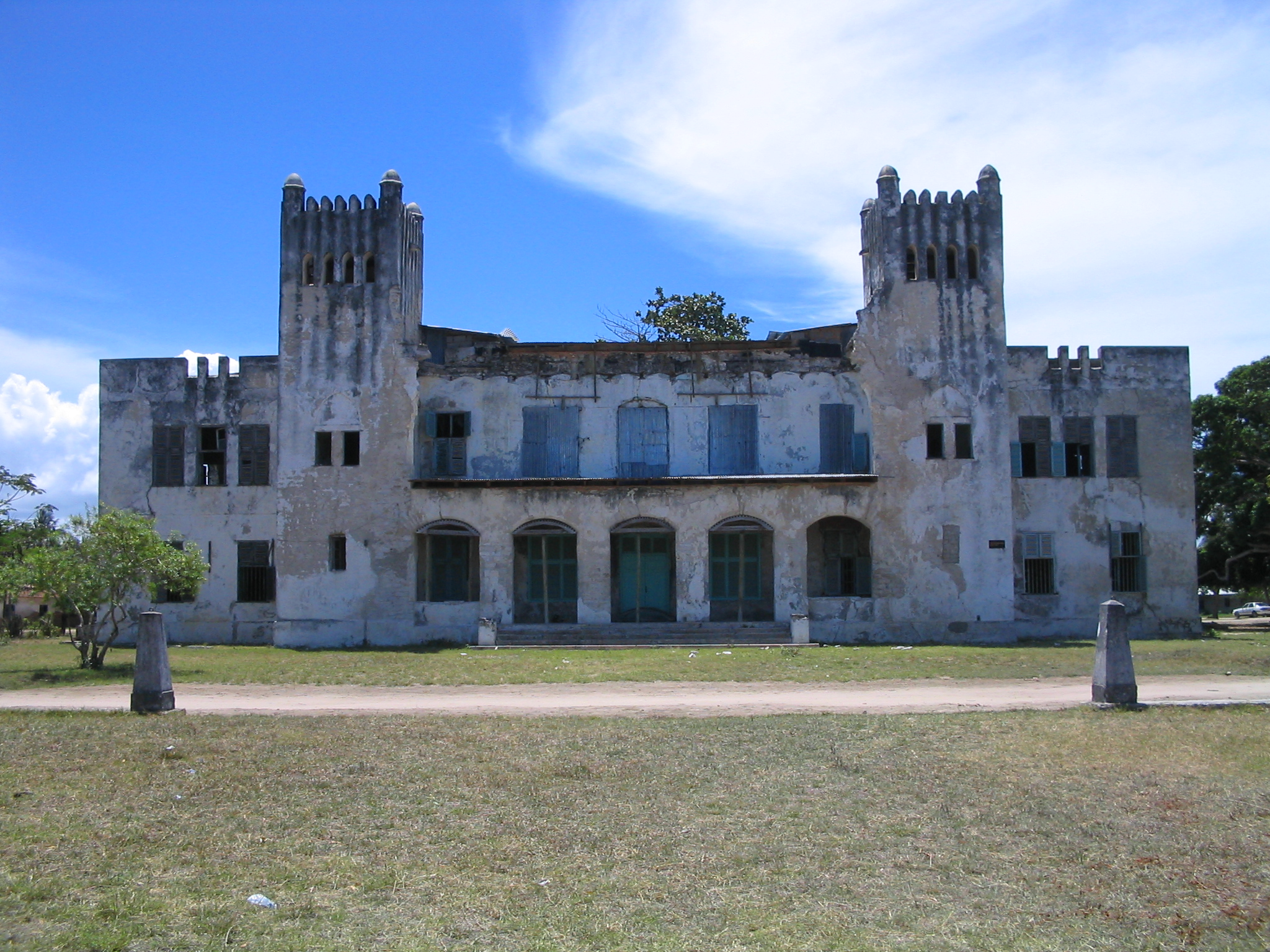
Alte Boma (2004)
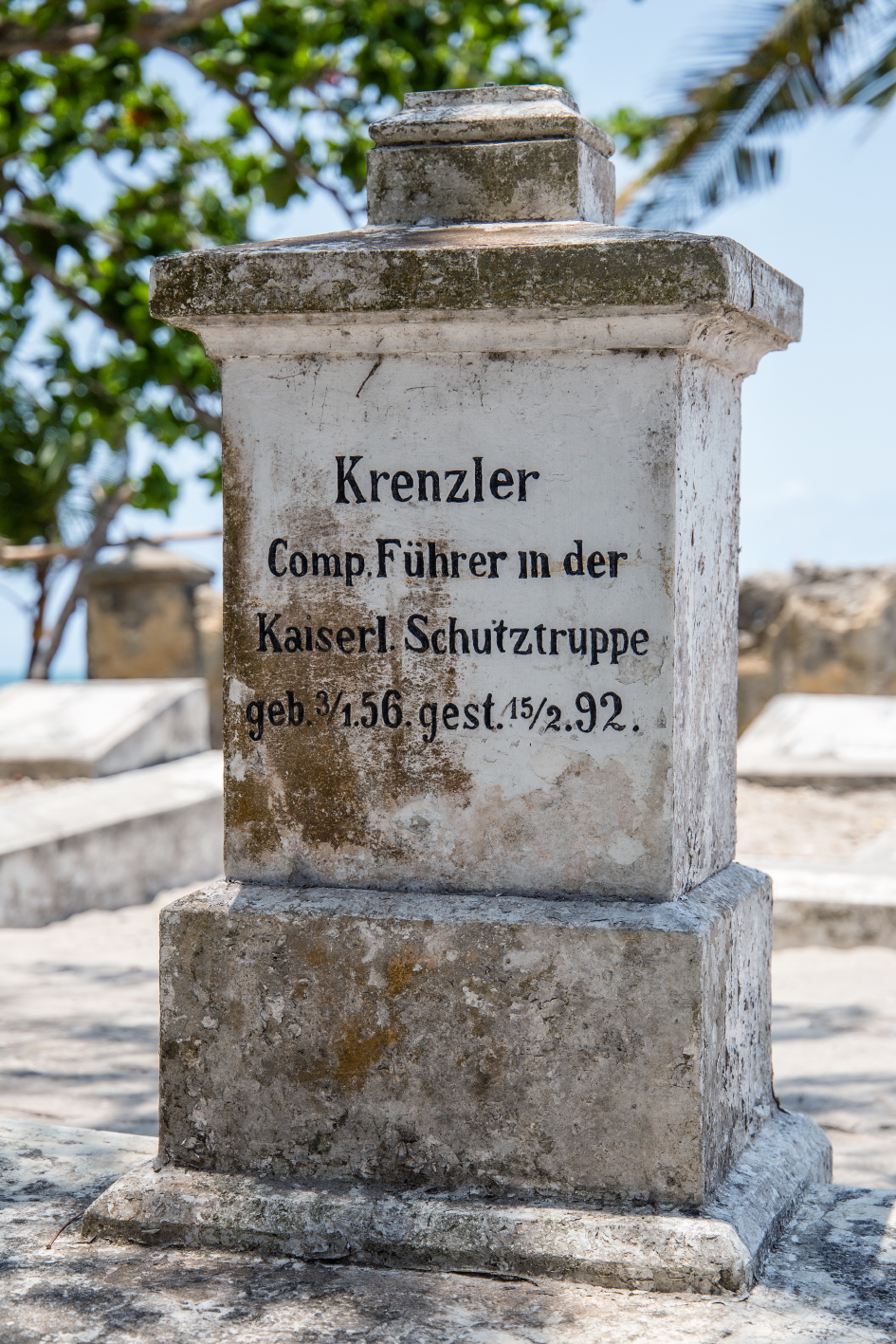
Deutscher Soldatenfriedhof am Strand